# Pyrrhia cilisca
Pyrrhia cilisca är en fjärilsart som beskrevs av Achille Guenée 1852. Pyrrhia cilisca ingår i släktet Pyrrhia och familjen nattflyn. Inga underarter finns listade.